# (6490) 1991 NR2
1991 أن أر 2 (ويعرف أيضًا باسم (6490) 1991 أن أر 2 وفق تسمية الكوكب الصغير) (بالإنجليزية: 1991 NR2)‏ هو كويكب ضمن حزام الكويكبات؛ وترتيبه 6490 من حيث الاكتشاف.
اكتُشف هذا الجُرم الفلكي بواسطة هنري هولت إي في 12 يوليو 1991.

## وصلات خارجية
- (6490) 1991 NR2 في قاعدة بيانات مختبر الدفع النفاث لأجرام النظام الشمسي الصغيرة

- الاكتشاف · مخطط المدار ·  العناصر المدارية · المعلمات المادية

- (6490) 1991 NR2 على موقع ويكي سكاي: DSS2, SDSS, GALEX, IRAS, Hydrogen α, X-Ray, Astrophoto, Sky Map, Articles and images